# アレクサンダー・リピッシュ
アレクサンダー・リピッシュ（Alexander Lippisch、1894年11月2日 - 1976年2月11日)は、ドイツの流体力学者の先駆で、特に無尾翼機、デルタ翼機、地面効果翼機の分野において重要な貢献を果たした。世界初のロケット推進による迎撃戦闘機 Me163の機体を設計した事でも知られる。

## 生涯

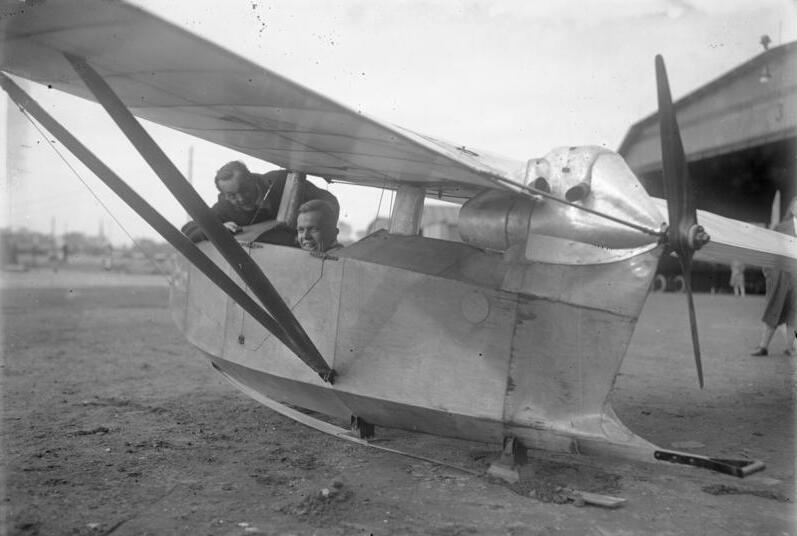
無尾翼機シュトルヒV 試験中のリピッシュ(左)(1929年頃)

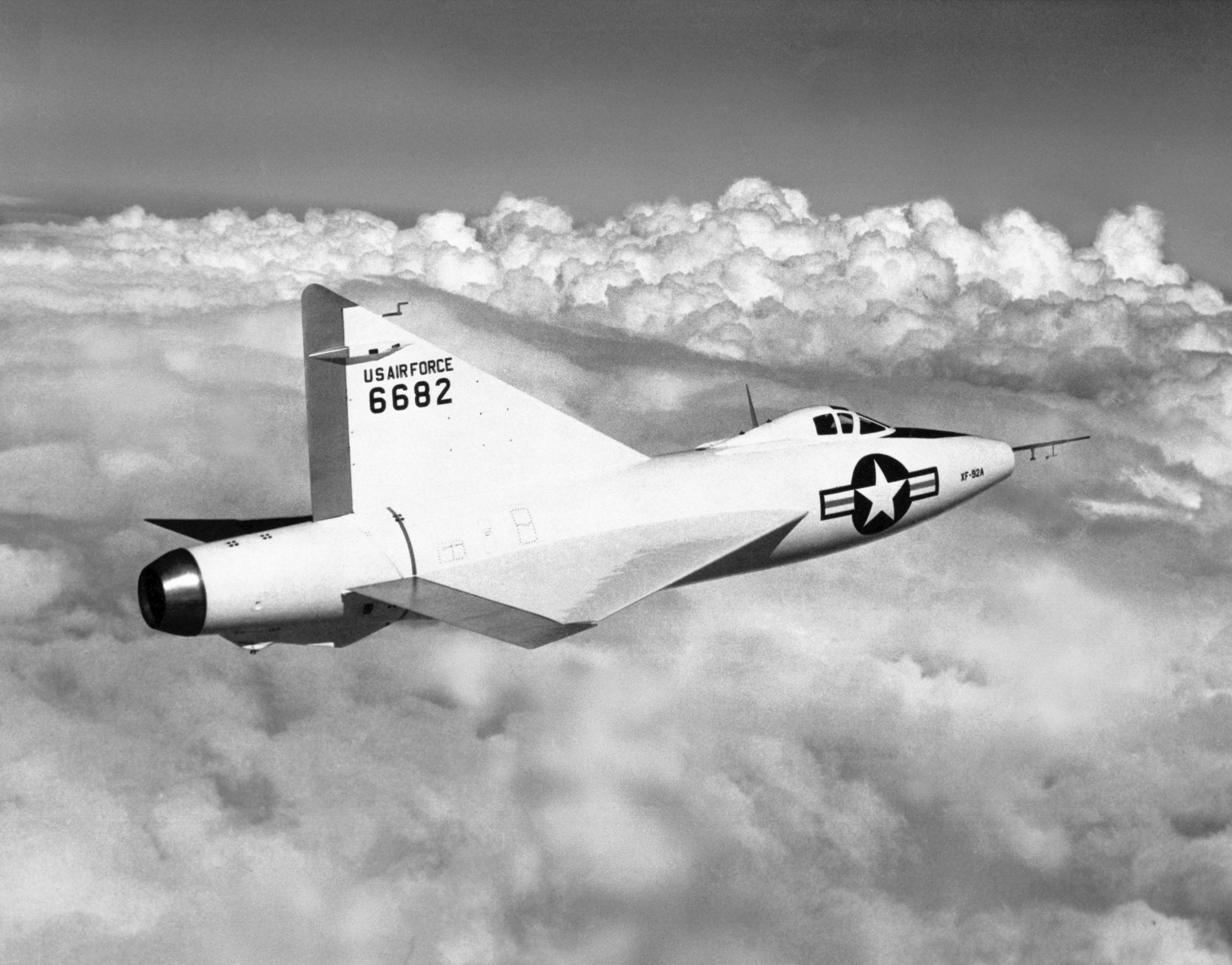
デルタ翼試作機 XF-92A

リピッシュは1894年11月2日、バイエルン王国の首都ミュンヘンに生まれる。1909年9月、ベルリンのテンペルホーフ飛行場で行われたオーヴィル・ライトによるデモ飛行を見たことによって航空機への関心を呼び覚まされた。ただし、当初は父親の跡を継ぎ、美術学校に進学する予定であった。1914年の第一次世界大戦勃発が、彼の人生の転機となった。1915年から1918年の間、彼は陸軍に従軍し、空中撮影員および測量員として飛行する機会を得た。
第一次世界大戦後、彼はツェッペリン社で働き、この頃から無尾翼機に関心を持ち始めた。1921年、彼の最初の無尾翼機の設計が、ゴットロープ・エスペンラウプによって「リピッシュ・エスペンラウプ E-2グライダー」として生産された。これは、その後1920年代からと1930年代にかけて約50種の設計を生み出した研究開発の最初のものであった。リピッシュの評価は高まり、彼はグライダー研究機関であるレーン・ロシッテン・ゲゼルシャフト（Rhön-Rossitten Gesellschaft、RRG）の技術部門の長に任命された。
1927年から1933年にかけ、彼は無尾翼機シリーズ、シュトルヒ（コウノトリ）I 〜 IX を設計した（第二次世界大戦中に生産された短距離離着陸機、フィーゼラーFi156シュトルヒとは無関係）。これらは政府からも民間産業からも、わずかな関心しか引かなかったものの、この時期に製作された一機、エンテ（カモ）はロケット動力で飛んだ最初の航空機となった。

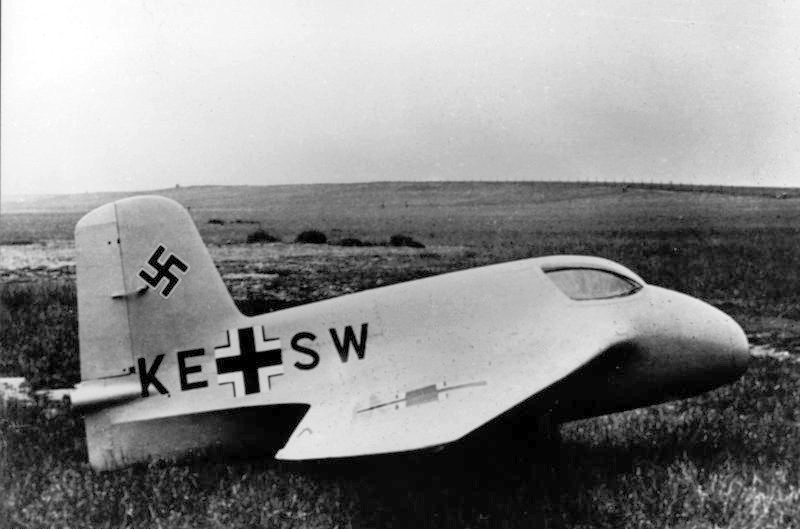
試作型 Me163-V4

デルタ翼機への情熱
シュトルヒ系列の経験をもとに、リピッシュはデルタ翼機の設計に傾注し、1931年から1939年にけかて、5機のデルタ翼機、デルタ I 〜 V が製作された。この間の1933年、RRGはドイツ滑空機研究所（''Deutsche Forschungsanstalt für Segelflug 、DFS）として再編され、シリーズ後期のデルタ IV およびデルタ V には、それぞれDFS 39、DFS 40の形式名が与えられた。
1939年前半、ドイツ航空省（RLM）は、ヘルムート・ヴァルターが開発中のロケットエンジンを搭載する高速戦闘機の設計に当たらせるため、リピッシュの設計チームをメッサーシュミット社に派遣した。設計チームは、彼らの最新の設計である無尾翼機 DFS 194を改修し、ロケットエンジンを搭載、実験機は1940年初頭に初飛行に成功した。これはMe 163 「コメート」の直系の祖先となった。

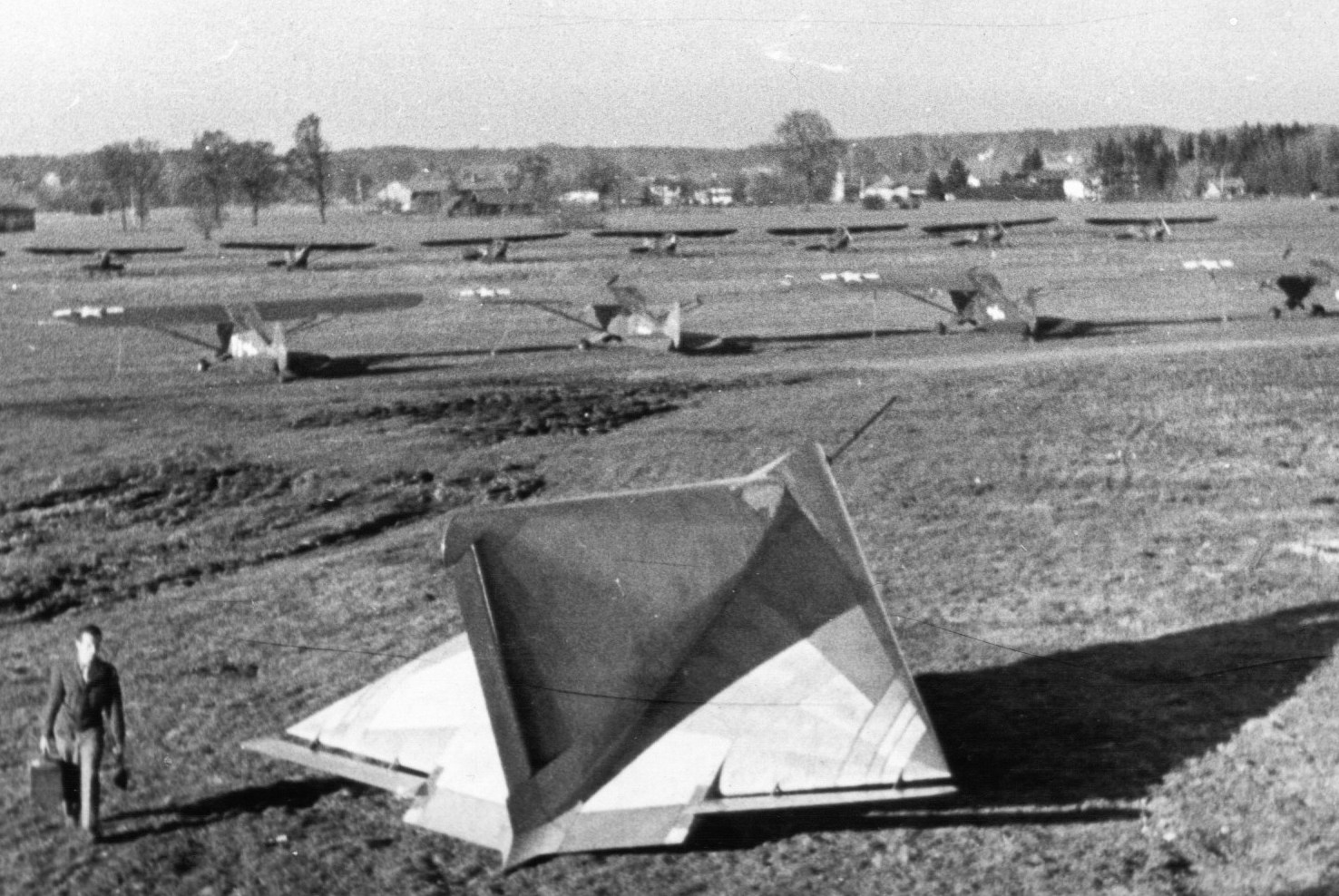
デルタ翼滑空試験機 DM-1

しかし、技術として革新的ではあったものの、Me163は実用性に欠け兵器としては失敗作であった。さらにこの間、リピッシュとウィリー・メッサーシュミット博士との間には摩擦が絶えず、結局、リピッシュは1943年5月、高速飛行の研究に専念するため、オーストリアのウィーン航空研究所（Luftfahrtforschungsanstalt Wien、LFW）に移籍した。同年に、ハイデルベルク大学によって工学博士号がリピッシュに与えられた。
1939年に行った風洞実験は、デルタ翼機が超音速飛行に適した形式であることを示唆していた。そこで、リピッシュはラムジェットエンジンを搭載した超音速戦闘機、リピッシュ P.13aの開発を開始した。しかし、ナチス・ドイツの敗戦時、計画はまだDM-1と呼ばれる滑空試験機を製作している段階であった。
戦後
第二次世界大戦後、リピッシュは他の多くのドイツ人研究者・技術者同様、アメリカによる人材獲得のための「ペーパークリップ作戦」によって渡米することとなった。ジェットエンジンはリピッシュの考える機体形体への搭載に適したものであり、その技術の発展は、リピッシュの研究開発をより実用的なものとした。
米コンベア社はジェット／ロケットのハイブリッド機に関心を持ち、これをF-92としてアメリカ空軍に提案した。一方で、デルタ翼機の経験を積むため、ジェットエンジンのみの試験機9002を製作したが、これは初のジェット動力のデルタ翼機であった。アメリカ空軍はハイブリッド機であるF-92への関心は失ったものの、9002にはXF-92Aの形式名が与えられ、これはコンベア社にデルタ翼機設計の経験を積ませることとなった。1950年代から1960年代にかけて、デルタ翼機はコンベア社のお家芸となり、その中からF-102デルタダガー、F-106デルタダート、B-58ハスラーなどが制式採用された。
1950年から、アイオワ州シーダーラピッズにあるコリンズラジオ社に勤務した。同社は航空機部門を持っていた。この時期、彼の主な関心は地面効果翼機に向かい、その結果として、独創的な垂直離着陸機や「空中翼船（aerofoil boat）」の設計が生まれた。しかし癌が発病し、1964年にコリンズ社を辞した。
晩年
1966年、彼は健康を取り戻し、調査会社であるリピッシュ・リサーチ社を設立した。同社は西ドイツ政府の関心を引くことに成功し、垂直離着陸機、地面効果翼機の試作機が製作されたが、それ以上の開発は行われなかった。さらにキークヒーファー・マーキュリー社（Mercury Marine）がリピッシュの地面効果翼機に関心を持ち、彼の設計による1機を「エアロスキマー」の名称で試験、成功を収めたが、同社も間もなく関心を失った。
1976年2月11日、晩年を過ごしたシーダーラピッズで死去。

## 主な設計機体
- メッサーシュミット Me163
- XF-92 (航空機)